# Villaricca
Villaricca is een Italiaanse gemeente, onderdeel van de metropolitane stad Napels, wat voor 2015 nog de provincie Napels was (regio Campanië) en telt 28.159 inwoners (31-12-2004). De oppervlakte bedraagt 6,8 km², de bevolkingsdichtheid is 4363 inwoners per km².

## Geografie
De gemeente ligt op ongeveer 103 m boven zeeniveau.
Villaricca grenst aan de volgende gemeenten: Calvizzano, Giugliano in Campania, Marano di Napoli, Mugnano di Napoli, Qualiano, Quarto.